# Emil Iversen
Emil Iversen (* 12. August 1991 in Meråker) ist ein norwegischer Skilangläufer.

## Werdegang
Iversen, der für den Il Varden Meraaker startet, trat von 2009 bis 2011 bei Juniorenrennen an. Bei den Nordischen Junioren-Skiweltmeisterschaften 2011 in Otepää gewann er Gold mit der Staffel. Von 2011 bis 2015 nahm er an FIS-Rennen und am Scandinaviancup teil. Dabei holte er in der Saison 2013/14 zwei Siege und belegte den dritten Platz in der Gesamtwertung. Sein erstes Weltcuprennen lief er im Dezember 2013 in Lillehammer, welches er auf dem 37. Platz über 15 km klassisch beendete. Zum Beginn der Saison 2014/15 erreichte er bei der Nordic Opening den 27. Platz in der Gesamtwertung und holte damit auch seine ersten Weltcuppunkte. Es folgten Teilnahmen am Scandinavian Cup. Im Januar 2015 holte er mit dem sechsten Platz beim Weltcupsprintrennen in Rybinsk seine erste Top-Zehn-Platzierung im Weltcup. Im selben Monat gewann er bei den norwegischen Meisterschaften Bronze im Sprint. Zu Beginn der Saison 2015/16 erreichte er in Lillehammer mit dem dritten Platz mit der Staffel seine erste Podestplatzierung. Beim folgenden Scandinavian Cup in Vuokatti errang er den dritten Platz im Sprint und siegte über 15 km klassisch. Die Tour de Ski 2016 beendete er auf dem zehnten Platz. Dabei holte er bei der Sprintetappe in Oberstdorf seinen ersten Sieg im Weltcup. Im Februar 2016 gewann er beim Weltcupsprint in Lahti. Bei der Ski Tour Canada wurde er Siebter. Dabei kam er dreimal unter die ersten Zehn und gewann in Montreal im 17,5-km-Massenstartrennen. Die Saison beendete er auf dem 15. Platz im Distanzweltcup, dem neunten Rang im Sprintweltcup und dem achten Platz im Gesamtweltcup. Im März 2016 gewann er das Storlirennet in Meråker über 36 km Freistil. und wurde Anfang April 2016 bei den norwegischen Meisterschaften Zweiter über 10 km Freistil. Nach Platz zwei beim ersten Weltcup der Saison 2016/17 in Ruka über 15 km klassisch, wurde er bei der Weltcup-Minitour in Lillehammer Vierter. Dabei errang er bei der Sprintetappe den zweiten Platz. Im Januar 2017 siegte er in Falun im 30-km-Massenstartrennen und belegte im Sprint den zweiten Platz. Beim Saisonhöhepunkt den Nordischen Skiweltmeisterschaften 2017 in Lahti wurde er Zehnter im Sprint und Vierter zusammen mit Johannes Høsflot Klæbo im Teamsprint. Zum Saisonende kam er beim Weltcup-Finale in Québec auf den 32. Platz und erreichte den 14. Platz im Distanzweltcup, den 11. Rang im Gesamtweltcup und den siebten Platz im Sprintweltcup. Im April 2017 gewann er den Svalbard skimaraton über 42 km klassisch.
In der Saison 2017/18 belegte Iversen den 15. Platz beim Ruka Triple und den 14. Rang bei der Tour de Ski 2017/18. Dabei holte er in Oberstdorf im 15-km-Massenstartrennen seinen fünften Weltcupsieg. Beim Weltcup in Planica errang er den zweiten Platz im Sprint. Bei den Olympischen Winterspielen 2018 in Pyeongchang wurde er Zehnter im 50-km-Massenstartrennen und Achter im Sprint. Zum Saisonende kam er beim Weltcupfinale in Falun auf den 31. Platz und erreichte abschließend den 19. Platz im Distanzweltcup, den neunten Rang im Gesamtweltcup und den vierten Platz im Sprintweltcup. Zu Beginn der Saison 2018/19 kam er in Ruka auf den zweiten Platz über 15 km klassisch und errang in Lillehammer mit dem zweiten Platz im Sprint, den dritten Platz in der Lillehammer Triple Gesamtwertung. Beim folgenden Weltcup in Beitostølen siegte er mit der Staffel. Bei der Tour de Ski 2018/19, die er vorzeitig beendete, gewann er in Oberstdorf das 15-km-Massenstartrennen und bei den norwegischen Meisterschaften in Meråker im Skiathlon und über 15 km klassisch. Im Februar 2019 siegte er in Lahti zusammen mit Johannes Høsflot Klæbo im Teamsprint. Beim Saisonhöhepunkt den Nordischen Skiweltmeisterschaften 2019 in Seefeld in Tirol holte er mit der Staffel und zusammen mit Johannes Høsflot Klæbo im Teamsprint jeweils die Goldmedaille. Im März 2019 lief er im Sprint in Falun auf den zweiten Platz und errang beim Weltcupfinale in Québec den fünften Platz. Er belegte damit den zehnten Platz im Distanzweltcup, den achten Rang im Sprintweltcup und den sechsten Platz im Gesamtweltcup. Ende März 2019 wurde er in Lygna zusammen mit Jørgen Sæternes Ulvang norwegischer Meister im Teamsprint.
Nach zwei dritten Plätzen beim Ruka Triple und den dritten Gesamtrang zu Beginn der Saison 2019/20, wurde Iversen in Lillehammer Dritter im Skiathlon. Bei der Skitour 2020, die er auf dem vierten Platz beendete, siegte er in der Verfolgung in Trondheim und errang im 34-km-Massenstartrennen in Meråker den dritten Platz. Zum Saisonende kam er im 50-km-Massenstartrennen in Oslo auf den dritten Platz und erreichte den neunten Platz im Gesamtweltcup und den siebten Platz im Distanzweltcup. Zu Beginn der Saison 2020/21 wurde er Dritter beim Ruka Triple. Es folgten im Januar 2021 Siege in Lahti im Skiathlon und mit der Staffel und in Trondheim der norwegische Meistertitel im Skiathlon. Bei den Nordischen Skiweltmeisterschaften 2021 in Oberstdorf gewann er mit der Staffel und im 50-km-Massenstartrennen jeweils die Goldmedaille. Die Saison beendete er auf dem 12. Platz im Gesamtweltcup. In der Saison 2021/22 siegte er in Lillehammer mit der Staffel und holte bei den Olympischen Winterspielen 2022 in Peking die Silbermedaille mit der Staffel. Seine beste Einzelplatzierung im Weltcup war der siebte Platz über 15 km klassisch in Ruka.

## Erfolge

### Siege bei Weltcuprennen

#### Weltcupsiege im Einzel
| Nr. | Datum            | Ort   | Disziplin                   |
| --- | ---------------- | ----- | --------------------------- |
| 1.  | 20. Februar 2016 | Lahti | 1,6 km Sprint Freistil      |
| 2.  | 29. Januar 2017  | Falun | 30 km klassisch Massenstart |
| 3.  | 23. Januar 2021  | Lahti | 30 km Skiathlon             |

#### Etappensiege bei Weltcuprennen
| Nr. | Datum            | Ort        | Disziplin                     | Serie                |
| --- | ---------------- | ---------- | ----------------------------- | -------------------- |
| 1.  | 5. Januar 2016   | Oberstdorf | 1,2 km Sprint klassisch       | Tour de Ski 2016     |
| 2.  | 2. März 2016     | Montreal   | 17,5 km klassisch Massenstart | Ski Tour Canada 2016 |
| 3.  | 4. Januar 2018   | Oberstdorf | 15 km Freistil Massenstart    | Tour de Ski 2017/18  |
| 4.  | 2. Januar 2019   | Oberstdorf | 15 km klassisch Massenstart   | Tour de Ski 2018/19  |
| 5.  | 23. Februar 2020 | Trondheim  | 30 km Verfolgung klassisch 1  | Ski Tour 2020        |

#### Weltcupsiege im Team
| Nr. | Datum            | Ort         | Disziplin                         |
| --- | ---------------- | ----------- | --------------------------------- |
| 1.  | 9. Dezember 2018 | Beitostølen | 4 × 7,5 km Staffel 2              |
| 2   | 10. Februar 2019 | Lahti       | 6 × 1,6 km Teamsprint klassisch 3 |
| 3.  | 24. Januar 2021  | Lahti       | 4 × 7,5 km Staffel 4              |
| 4.  | 5. Dezember 2021 | Lillehammer | 4 × 7,5 km Staffel 5              |

### Siege bei Continental-Cup-Rennen
| Nr. | Datum             | Ort       | Disziplin        | Serie            |
| --- | ----------------- | --------- | ---------------- | ---------------- |
| 1.  | 13. Dezember 2013 | Vuokatti  | Sprint klassisch | Scandinavian Cup |
| 2.  | 15. Dezember 2013 | Vuokatti  | 15 km Freistil   | Scandinavian Cup |
| 3.  | 11. Dezember 2015 | Vuokatti  | 15 km klassisch  | Scandinavian Cup |
| 4.  | 13. Januar 2024   | Otepää    | 20 km klassisch  | Scandinavian Cup |
| 5.  | 1. März 2024      | Hommelvik | Sprint klassisch | Scandinavian Cup |

## Teilnahmen an Weltmeisterschaften und Olympischen Winterspielen

### Olympische Spiele
- 2018 Pyeongchang: 8. Platz Sprint klassisch, 10. Platz 50 km klassisch Massenstart
- 2022 Peking: 2. Platz Staffel

### Nordische Skiweltmeisterschaften
- 2017 Lahti: 4. Platz Teamsprint klassisch, 10. Platz Sprint Freistil
- 2019 Seefeld in Tirol: 1. Platz Teamsprint klassisch, 1. Platz Staffel, 5. Platz Sprint Freistil, 10. Platz 15 km klassisch, 31. Platz 30 km Skiathlon
- 2021 Oberstdorf: 1. Platz Staffel, 1. Platz 50 km klassisch Massenstart, 5. Platz 30 km Skiathlon, 10. Platz Sprint klassisch
- 2023 Planica: 13. Platz 50 km klassisch Massenstart

## Statistik

### Weltcup-Platzierungen
Die Tabelle zeigt die erreichten Platzierungen im Einzelnen.
- 1.–3. Platz: Anzahl der Podiumsplatzierungen
- Top 10: Anzahl der Platzierungen unter den ersten zehn
- Punkteränge: Anzahl der Platzierungen innerhalb der Punkteränge
- Starts: Anzahl gelaufener Rennen in der jeweiligen Disziplin
- Hinweis: Bei den Distanzrennen erfolgt die Einordnung gemäß FIS.

| Platzierung               | Distanzrennen a | Distanzrennen a | Distanzrennen a | Distanzrennen a | Distanzrennen a | Skiathlon Verfolgung | Sprint | Etappen- rennen b | Gesamt | Team   | Team    |
| Platzierung               | ≤ 5 km          | ≤ 10 km         | ≤ 15 km         | ≤ 30 km         | > 30 km         | Skiathlon Verfolgung | Sprint | Etappen- rennen b | Gesamt | Sprint | Staffel |
| ------------------------- | --------------- | --------------- | --------------- | --------------- | --------------- | -------------------- | ------ | ----------------- | ------ | ------ | ------- |
| 1. Platz                  |                 |                 | 2               | 2               |                 | 2                    | 2      |                   | 8      | 1      | 3       |
| 2. Platz                  |                 |                 | 2               |                 |                 |                      | 5      | 1                 | 8      |        | 1       |
| 3. Platz                  |                 |                 | 2               |                 | 2               | 3                    | 1      | 2                 | 10     |        | 1       |
| Top 10                    |                 | 3               | 17              | 4               | 2               | 9                    | 27     | 8                 | 70     | 1      | 6       |
| Punkteränge               |                 | 11              | 32              | 6               | 3               | 21                   | 43     | 12                | 128    | 1      | 6       |
| Starts                    |                 | 12              | 33              | 6               | 4               | 29                   | 55     | 14                | 153    | 1      | 6       |
| Stand: Saisonende 2024/25 |                 |                 |                 |                 |                 |                      |        |                   |        |        |         |

### Weltcup-Wertungen
| Saison  | Gesamt | Gesamt | Distanz | Distanz | Sprint | Sprint |
| Saison  | Punkte | Platz  | Punkte  | Platz   | Punkte | Platz  |
| ------- | ------ | ------ | ------- | ------- | ------ | ------ |
| 2014/15 | 107    | 60.    | 25      | 65.     | 74     | 31.    |
| 2015/16 | 874    | 8.     | 382     | 15.     | 244    | 9.     |
| 2016/17 | 653    | 11.    | 316     | 14.     | 237    | 7.     |
| 2017/18 | 635    | 9.     | 221     | 19.     | 310    | 4.     |
| 2018/19 | 825    | 6.     | 316     | 10.     | 299    | 8.     |
| 2019/20 | 875    | 9.     | 443     | 7.      | 122    | 15.    |
| 2020/21 | 447    | 12.    | 252     | 15.     | 75     | 22.    |
| 2021/22 | 85     | 51.    | 84      | 30.     | 1      | 92.    |
| 2022/23 | 495    | 31.    | 343     | 24.     | 26     | 86.    |
| 2023/24 | 48     | 133.   | 34      | 100.    | 14     | 106.   |
| 2024/25 | 145    | 95.    | 145     | 58.     | -      | -      |